# Crveni div
Crveni div je zvijezda s malom ili umjerenom masom koja se nalazi na kraju svoje evolucije. Zvijezde u fazi crvenog diva ne fuzioniraju elemente u jezgri nego u ljuskama oko jezgre. Materija u jezgri lišena je elektrona i veoma komprimirana dok su vanjski slojevi atmosfere rašireni i rijetki. Zbog toga radijus crvenih divova raste, a površinska temperatura pada ispod 5000 K. Boja crvenih divova može biti od žuto-narančaste do crvene i uključuje zvijezde spektralnog tipa K, M i S, kao i većinu karbonskih zvijezda.

## Svojstva
Crveni divovi nastaju od zvijezda glavnog niza čija je masa između 0,4 i 6 sunčevih masa. 
Promjer crvenih divova više stotina puta veći je od promjera Sunca. Uzrok tome je potrošeni vodik u jezgri zvijezde koji sada izgara u ljuskama oko jezgre. Kako se inertna jezgra sada sastoji od helija i nema vlastiti izvor energije ona se počne urušavati. Kako se urušava tako joj temperatura raste, a pojačana gravitacija komprimira ljuske vodika što uzrokuje brže fuzioniranje. Rast brzine fuzioniranja dovodi i do rasta sjajnosti zvijezde i širenja zvijezde. Kako se zvijezda širi površina kojom ona zrači postaje veća što dovodi do dodatnog rasta sjajnosti, ali pada temperature vanjskih slojeva zvijezde. Ako je zvijezda dovoljno masivna bit će moguće fuzioniranje helija. Zvijezde koje doživljavaju ove procese nalaze se na asimptotskoj liniji divova u H-R dijagramu.
Zvijezde mase manje od 0,4 sunčevih mogu u potpunosti prenositi energiju i materiju konvekcijom. Posljedica toga je da se u jezgri neće naći dovoljno helija da zvijezda postane div. Takve zvijezde poznate su pod imenom crveni patuljak.
Zvijezde s velikom masom preskaču fazu crvenih divova i postaju crveni superdivovi. 
Zvijezde s masom između 0,4 i 2,5 sunčevih masa imaju znatno turbulentniju evoluciju. U jednom trenutku helij u jezgri će se naglo početi fuzionirati. Taj efekt se zove helijski bljesak. 
Zvijezde s masom većom od 2,5 i manjom od 6 sunčevih masa proces evolucije u crvenog diva proživjet će relativno mirno i jednoliko.
Crveni divovi nisu zvjezdane sfere s jasno određenim granicama kako se vidi na fotografijama. Kao posljedica njihove male gustoće one se postupno  razrijeđuju u koronu.

### Primjeri crvenih divova
- Aldebaran
- Arktur
- Mira Ceti
- Alfa Južnog križa
- Hamal

### Sunce kao crveni div
Sunce će postati crveni div za 4,57 milijardi godina. Proračuni govore da će se ono dovoljno napuhati da proguta orbite Merkura, Venere i Zemlje. Kako će Sunce gubiti masu tako će planeti polagano pobjeći u udaljenije orbite pa je prema sadašnjim teorijama sigurno da će stradati samo Merkur. 
Zbog postupnog zagrijavanja Sunca i njegovog širenja Zemlja će već za 1,5 milijarda godina postati nepogodna za život. Prvo će ispariti oceani što će uzrokovati efekt staklenika kakav danas proživljava Venera. Atmosfera će polako ispariti u Svemir, a nakon toga će se površinske stijene rastopiti. Zemlja, a i Venera, tada će svoj kraj doživjeti kao spaljeni planeti u orbiti oko bijelog patuljka.

## Poveznice
- Spektralna klasa
- Zvijezde
- Crveni patuljak
- Bijeli patuljak
- Planetarna maglica